# Mingus Dynasty
Mingus Dynasty ist ein Jazzalbum von Charles Mingus, das 1959 aufgenommen und veröffentlicht wurde. Der Titel des Albums beruht auf einem Wortspiel mit der Ming-Dynastie. Es ist das erste Album in den 1950er Jahren, auf dem Mingus seine Kompositionen teilweise in einem größeren Band-Format einspielte.

## Die Musik
Mingus Dynasty (CL 1440) war nach Mingus Ah Um das zweite Album für Columbia Records; es enthält Aufnahmen in zwei überlappenden Besetzungen. Zusätzlich zum „Stammpersonal“ der Mingus Band spielten am 13. November noch Don Ellis auf der Trompete sowie Maurice Brown und Seymour Barab am Cello mit; alternierend der Flötist und Saxophonist Jerome Richardson, der Tenorist Benny Golson, der Vibraphonist Teddy Charles Cohen und der Trompeter Dick Williams. Anders als auf dem Cover der ursprünglichen LP vermerkt, spielt in einem der Stücke (New Now, Know How) auch der niederländische Pianist Nico Bunink mit.
Das Stück Slop nahm erstmals Form an auf einem Mingus-Album von 1958 mit Poesie-Lesungen von Langston Hughes, als Mingus es für eine TV-Ballett-Produktion mit dem Namen Frankie & Johnny adaptierte.
Gunslinging Bird hatte ursprünglich den Titel „If Charlie Parker were a Gunslinger ...“; es ist mit seinen Beschleunigungen insbesondere rhythmisch sehr raffiniert angelegt.
Diane zeigt die mehr lyrische, freundlichere Seite von Charles Mingus und ist seiner damaligen Partnerin Diane Dorr-Dorynek gewidmet, die für ihn auch seine Erläuterungen verdichtete und so (wie bei Mingus Ah Um) an den ursprünglichen Linernotes beteiligt war. Das Stück weist starke Bezüge zur modernen Kunstmusik und entwickelt sich erst im zweiten Teil zu einem Jazzstück mit Improvisationen.
Trotz seiner exzentrischen Attitüden wurde Mingus immer wieder für TV-Auftragsproduktionen angefragt. So entstand der Song With Orange für ein CBS-Drama namens A Song With Orange In It. 
Things Ain’t That What They Used To Be und Mood Indigo drücken Mingus’ Verehrung für Duke Ellington aus.
Far Wells, Mill Valley widmete Mingus einem Freund, dem Maler Francis Taylor, der im Mill Valley lebte. Die exotische Stimmung, die sich durch Richardsons Spiel der Flöte über den satten Riffs der Gruppe ergibt, lässt das Talent von Mingus beim Entdecken von ungewöhnlichen Klangfarben und beim Arrangieren erkennen.
New Now, Know How ist ein Bop-Thema mit der Unruhe der musikalischen Ideen Lennie Tristanos.

## Titelliste
1. Slop – 4:39 bzw. 6:14
2. Diane – 7:31
3. Song of Orange – 4:14 bzw. 6:47
4. Gunslinging Bird – 3:58 bzw. 5:12
5. Things Ain’t What They Used to Be – 4:25
6. Far Well, Mill Valley – 6:14
7. New Now, Know How – 3:01 bzw. 4:12
8. Mood Indigo – 8:15
9. Put Me in That Dungeon – 2:53

Alle Kompositionen stammen von Charles Mingus, außer 5. Things Ain’t What They Used To Be von Duke Ellington und 8. Mood Indigo von Duke Ellington, Irving Mills und Barney Bigard.
Die Stücke 2, 3, 4, 6 und 7 wurden am 1. November 1959, die Stücke 1, 5, 8 und 9 am 13. November 1959 aufgenommen. Die Stücke 1, 3, 4, 7 sind auf der Original-LP stark gekürzt. Einige ungekürzte Versionen wurden zunächst auf der Doppel-LP Nostalgia At Time Square. The Immortal 1959 Sessions (1979) veröffentlicht.
Neue Ausgaben von Mingus Dynasty enthalten als 10. Stück die am 1. November eingespielte Komposition Strollin’  (das Nostalgia in Times Square entspricht, aber mit einem Song-Text von George Gordon versehen wurde), auf der wiederum Bunink das Piano übernimmt und Honi bzw. Honey Gordon singt.

## Veröffentlichungen unter anderem Titel
Teilweise hat Columbia die Platte gemeinsam mit der Vorläuferplatte Mingus Ah Um im Doppelalbum Better Git In Your Soul vermarktet. Die beiden Platten und die Alternate Takes (die ursprünglich unter dem Titel Nostalgia At Time Square veröffentlicht wurden) sind 1998 dann in einer 3-CD-Box als The Complete 1959 Columbia Recordings erschienen.
Die Stücke 1, 3, 4, 5, 6 und 8 waren erstmals auf CD unter dem Titel Shoes of the Fisherman’s Wife (1988) veröffentlicht worden; dabei wurden die längeren Versionen der Stücke gewählt. Auf der 2003 erschienenen Columbia-CD mit dem eigentlich eindeutigen Titel 1959 (Columbia Frankreich) sind die (gekürzten) Stücke 1, 3, 4, 7 mit einigen Stücken von Mingus Ah Um und einer Version von The Shoes Of The Fisherman’s Wife Are Some Jive Ass Sleepers (angeblich vom 23. September 1959, jedoch stimmt die Besetzung mit der der Aufnahme vom 23. September 1971 überein) sowie einer von Gunther Schuller dirigierten Fassung der Komposition Please Don’t Come Back From The Moon (angeblich vom 6. März 1959, jedoch mit – soweit überhaupt genannt den Musikern der Epitaph-Aufnahme von 1989, nur durchsichtiger abgemischt) veröffentlicht. Die gleiche Kompilation erschien 1996 unter dem Titel Charles Mingus - This is Jazz 6 bei Sony/Legacy.